# Claroteidae

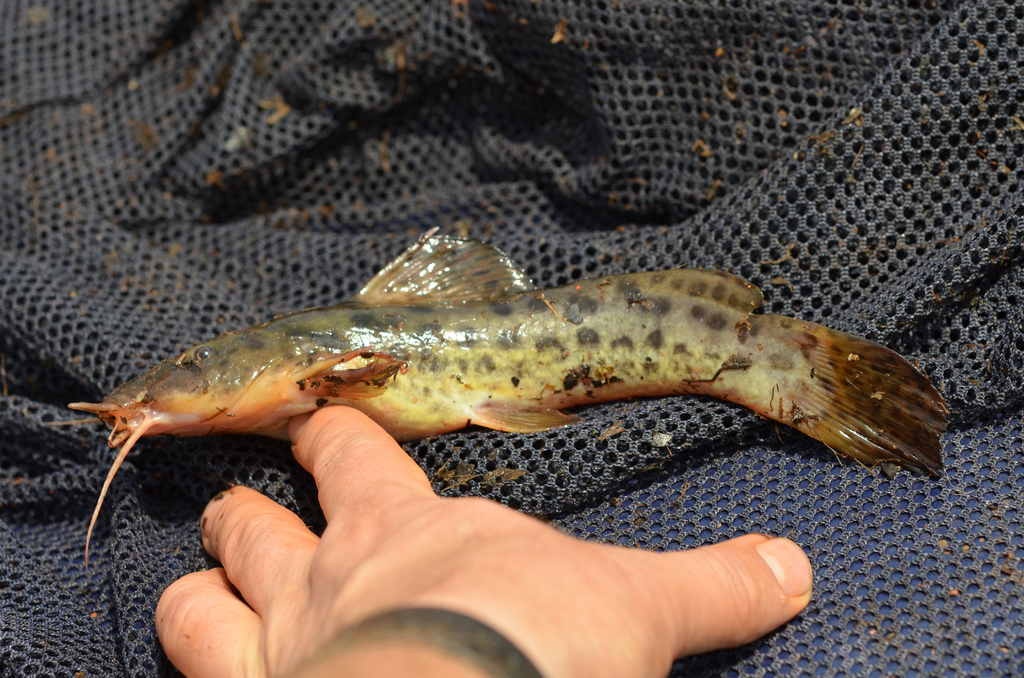
Anaspidoglanis macrostomus

I Claroteidae sono una famiglia di pesci ossei d'acqua dolce appartenenti all'ordine Siluriformes. Sono stati separati dalla famiglia Bagridae nel 1991.

## Distribuzione e habitat
Sono endemici delle acque interne dell'Africa tropicale.
Popolano soprattutto le acque lente e fangose dei grandi fiumi.

## Descrizione
Sono siluriformi caratterizzati da avere solo 4 barbigli. Il corpo è abbastanza allungato. La pinna dorsale, grande in molte specie, è seguita da una pinna adiposa. La pinna caudale è forcuta. La pinna dorsale e le pinne pettorali sono dotate di una forte spina rigida.
Il colore è variabile, di solito scuro o variamente maculato.
Sebbene alcune specie non superino i 10 cm mediamente sono pesci piuttosto grandi. La specie di maggiori dimensioni è Chrysichthys cranchii che raggiunge i 150 cm di lunghezza.

## Biologia

### Alimentazione
Sono onnivori, si nutrono di materiale vegetali, invertebrati e occasionalmente pesci.

### Riproduzione
Sono ovipari. Il maschio fa la guardia alle uova.

## Specie
- Genere Amarginops
  - Amarginops platus
- Genere Anaspidoglanis
  - Anaspidoglanis akiri
  - Anaspidoglanis boutchangai
  - Anaspidoglanis macrostomus
- Genere Auchenoglanis
  - Auchenoglanis biscutatus
  - Auchenoglanis occidentalis
  - Auchenoglanis senegali
- Genere Bathybagrus
  - Bathybagrus grandis
  - Bathybagrus graueri
  - Bathybagrus platycephalus
  - Bathybagrus sianenna
  - Bathybagrus stappersii
  - Bathybagrus tetranema
- Genere Chrysichthys
  - Chrysichthys acsiorum
  - Chrysichthys aluuensis
  - Chrysichthys ansorgii
  - Chrysichthys auratus
  - Chrysichthys bocagii
  - Chrysichthys brachynema
  - Chrysichthys brevibarbis
  - Chrysichthys cranchii
  - Chrysichthys dageti
  - Chrysichthys delhezi
  - Chrysichthys dendrophorus
  - Chrysichthys duttoni
  - Chrysichthys habereri
  - Chrysichthys helicophagus
  - Chrysichthys hildae
  - Chrysichthys johnelsi
  - Chrysichthys laticeps
  - Chrysichthys levequei
  - Chrysichthys longibarbis
  - Chrysichthys longidorsalis
  - Chrysichthys longipinnis
  - Chrysichthys mabusi
  - Chrysichthys macropterus
  - Chrysichthys maurus
  - Chrysichthys nigrodigitatus
  - Chrysichthys nyongensis
  - Chrysichthys ogooensis
  - Chrysichthys okae
  - Chrysichthys ornatus
  - Chrysichthys persimilis
  - Chrysichthys polli
  - Chrysichthys praecox
  - Chrysichthys punctatus
  - Chrysichthys rueppelli
  - Chrysichthys sharpii
  - Chrysichthys teugelsi
  - Chrysichthys thonneri
  - Chrysichthys thysi
  - Chrysichthys turkana
  - Chrysichthys uniformis
  - Chrysichthys wagenaari
  - Chrysichthys walkeri
- Genere Clarotes
  - Clarotes bidorsalis
  - Clarotes laticeps
- Genere Gephyroglanis
  - Gephyroglanis congicus
  - Gephyroglanis gymnorhynchus
  - Gephyroglanis habereri
- Genere Gnathobagrus
  - Gnathobagrus depressus
- Genere Lophiobagrus
  - Lophiobagrus aquilus
  - Lophiobagrus asperispinis
  - Lophiobagrus brevispinis
  - Lophiobagrus cyclurus
- Genere Notoglanidium
  - Notoglanidium maculatum
  - Notoglanidium pallidum
  - Notoglanidium thomasi
  - Notoglanidium walkeri
- Genere Parauchenoglanis
  - Parauchenoglanis ahli
  - Parauchenoglanis altipinnis
  - Parauchenoglanis balayi
  - Parauchenoglanis buettikoferi
  - Parauchenoglanis longiceps
  - Parauchenoglanis monkei
  - Parauchenoglanis ngamensis
  - Parauchenoglanis pantherinus
  - Parauchenoglanis punctatus
- Genere Pardiglanis
  - Pardiglanis tarabinii
- Genere Phyllonemus
  - Phyllonemus brichardi
  - Phyllonemus filinemus
  - Phyllonemus typus
- Genere Platyglanis
  - Platyglanis depierrei[2]